# Tetragnatha keyserlingi
Tetragnatha keyserlingi är en spindelart som beskrevs av Simon 1890. Tetragnatha keyserlingi ingår i släktet sträckkäkspindlar, och familjen käkspindlar. Inga underarter finns listade i Catalogue of Life.